# Mexoleon papago
Mexoleon papago là một loài côn trùng trong họ Myrmeleontidae thuộc bộ Neuroptera. Loài này được Currie miêu tả năm 1899.

## Mô tả
- Mexoleon papago là một loài kiến sư tử thuộc họ Myrmeleontidae.
- Chúng có kích thước nhỏ, với chiều dài thân khoảng 10-15 mm.
- Cánh của chúng có màu nâu nhạt với các đường vân màu nâu sẫm.
- Ấu trùng của chúng có hình dạng thuôn dài, với đầu lớn và nhiều gai nhọn.

## Phân bố
- Mexoleon papago được tìm thấy ở Bắc Mỹ và Trung Mỹ.
- Chúng thường sống ở những khu vực khô hạn, chẳng hạn như sa mạc và đồng cỏ.

## Hành vi
- Mexoleon papago là loài ăn thịt.
- Chúng săn mồi bằng cách đào hố bẫy trong cát.
- Ấu trùng của chúng sử dụng những chiếc gai nhọn trên đầu để bắt và ăn kiến.

## Tình trạng bảo tồn
- Mexoleon papago là loài tương đối phổ biến và không được coi là loài nguy cấp.